# Girona (stacja kolejowa)
Girona – stacja kolejowa w Gironie, w regionie Katalonia, w Hiszpanii. Stacja posiada 3 perony. Znajduje się 105 km od stacji kolejowej Sants w Barcelonie. Długodystansowe pociągi zmierzające zarówno do Europy, jak i do reszty Hiszpanii, zatrzymują się na dworcu w Gironie. Pociągi z Barcelony do Girony odjeżdżają ze stacji Barcelona-Sants, Barcelona-Passeig de Gracia. Podróż trwa około godzinę. Raz dziennie ze stacji w Gironie odjeżdża pociąg do Madrytu. Przejazd ten kosztuje około 40 euro i trwa 11,5 godziny.